# یخچال ریکان
یخچال ریکان مربوط به دوره قاجار است و در شهرستان گرمسار، بخش مرکزی، دهستان حومه، روستای ریکان واقع شده و این اثر در تاریخ ۲۷ آبان ۱۳۸۶ با شمارهٔ ثبت ۲۰۲۳۷ به‌عنوان یکی از آثار ملی ایران به ثبت رسیده‌است.